# Iliri
Iliri (starogrško Ἰλλυριοί, Illyrioi; latinsko Illyrii), skupina plemen, ki so že pred letom 2000 pr. n. št. naseljevala del zahodnega Balkana in skrajni jugovzhodni del obale Apeninskega polotoka Ozemlje, naseljeno z Iliri, so grški in rimski avtorji imenovali Ilirija in je obsegalo večino bivše Socialistične federativne republike Jugoslavije in severne Albanije med Jadranskim morjem na zahodu, rekama Dravo na severu in Moravo na vzhodu in izlivom Vjose na jugu.
Ilirska plemena so v pisnih virih prvič omenjena v Periplu ali Obalnem potovanju, antičnem besedilu iz 4. stoletja pr. n. št. Omenjena plemena, ali vsaj nekatera od njih, so imeli za »prave Ilire« (Illyrii Proprie Dicti). Pravi Iliri so imeli verjetno skupen ilirski jezik.
Rimljani so deželo osvojili leta 229 pr. n. št. in jo poimenovali Ilirikum. Po razpadu rimskega je območje leta 395 prišlo pod Bizantinski imperij. Iliri so se izognili asimilaciji. Do 5. stoletja je bilo krščanstvo uveljavljeno. Isti čas so zaznamovali vpadi Vizigotov, Hunov in Ostrogotov, kasneje, med 6. in 8. stoletjem, pa so obmorska območja Balkana zavzela slovanska plemena. Ilirsko poreklo se še danes pripisuje tudi nekaterim antičnim ljudstvom v Italiji, predvsem Japigom, Davnom in Mesapom, ki so se najverjetneje priselila iz Ilirije.
Ilirska ljudstva sama sebe nikoli niso imela za Ilire in niso zase uporabljala tudi nobenega drugega skupnega imena. Zdi se, da se je ime Iliri najprej uporabljalo samo za določena plemena, ki so z antičnimi Grki prvič prišla v stik v bronasti dobi, kasneje pa se je razširilo tudi na druga plemena s podobnim jezikom in običaji.

## Iliri v grški mitologiji
V grški mitologiji sta imela grško-feničanski kralj Kadem in boginja Harmonija sina Ilirija, ki je zavladal Iliriji in postal eponimni prednik vseh ilirskih ljudstev. Ilirij je imel sinove Enheleja, Avtarija, Dardana, Meda, Tavla in Perheba in hčerke Parto, Daorto, Dasaro in druge, ki so postali predniki Tevlantov, Partinov, Dardanov, Enhelejev, Avtariatov, Dasaretov in Daorsov. Avtarij je imel sina Panonija (ali Peona), ki je imel sinova Skordiska in Tribala.
Kasnejša različica mita pravi, da sta imela kiklop Polifem in morska nimfa Galateja sinove Kelta, Gala in Ilirija. Kasnejši mit bi lahko izviral iz podobnosti Keltov, Galcev in Ilirov.

## Poreklo
Zgodovinski začetek ljudstev, ki so se kasneje imenovala Iliri, sega približno v leto 1000 pr. n. št., njihovo poreklo pa je za sodobne zgodovinarje še vedno uganka. Strokovnjaki se strinjajo, da so se etno-lingvistični predniki Ilirov, tako imenovani Prailiri, odcepili od glavnega praindoevropskega  jezikovnega debla že pred železno dobo. Trenutne teorije o poreklu Ilirov temeljijo na skromnih ostankih materialne kulture, ki so jih odkrili na njihovem ozemlju, toda arheološka odkritja sama po sebi niso zadostna, da bi odgovorila na vprašanje o etnogenezi Ilirov.
Kdaj so Protoiliri postali posebna narodnostna skupina, ostaja nejasno. Nastali so v železni dobi  iz širše prabalkanske skupine ljudstev, zaradi popolnega nepoznavanja njihovega jezika pa je težko določiti, katera skupine se lahko na etnolingvistični osnovi razvrsti med Ilire. Mnoga plemena, ki so se še nedavno uvrščala med Ilire, se zdaj uvrščajo med Venete.
Starejša teorija Gustava Kossinna trdi, da so se Iliri naselili na Balkan iz Lužice v Nemčiji okoli leta 1300 pr. n. št. in s tem sprožili selitev Grkov.
Sarajevska arheologa Alojz Benac in Borivoj Čović sta v 1960. letih za etnogenezo Ilirov predlagala model avtohtonosti, ki je v glavnem ovrgel prejšnja mišljenja o Ilirih kot prišlekih. Po njunem mnenju so železnodobne skupnosti na Balkanu, poznane kot Iliri, večinoma avtohtone in da občasna priseljevanja, na primer halštatske selitve in širitev latenske kulture v 4. in 3. st. pr. n. št., niso bistveno spremenile etničnega jedra domačega prebivalstva. Njuno teorijo podpirajo tudi albanski arheologi za južnoilirska plemena, medtem ko Aleksandar Stipčević trdi, da je najbolj prepričljiv model za etnogenezo Ilirov, razen Liburnov, popolna avtohtonost.

## Identiteta in razširjenost
Ime Iliri (Illyrioi) so antični Grki uporabljali za poimenovanje svojih severnih sosedov. Nanašalo se je verjetno na obširno in slabo razločljivo skupino ljudstev, za katera še danes ni jasno, v kolikšni meri so bila jezikovno in kulturološko homogena.  Ilirska plemena sama sebe nikoli niso imela za Ilire in zase niso uporabljala tudi nobenega drugega skupnega imena. Izraz Ilyrioi je verjetno nastal iz imena enega samega ljudstva, ki je bilo zaradi svoje bližine dobro poznano vsem Grkom. To se je zgodilo že v bronasti dobi, ko so grška plemena mejila na tako imenovane Prave Ilire (latinsko: Illyrii Proprie Dicti), najbolj južno ilirsko pleme tistega časa, ki je naseljevalo Zetsko ravnico v sedanji Črni gori.  Illyrioi so očitno naseljevali majhno in dobro prepoznavno ozemlje ob južni jadranski obali okoli Skadarskega jezera na meji med sedanjo Črno goro in Albanijo. Ime se je kasneje razširilo in se začelo uporabljati tudi za druga, etnično drugačna ljudstva, na primer za Liburne, Dalmate, Japode in Panonce. Kakorkoli že, večina sodobnih strokovnjakov je prepričanih, da so bili Iliri zelo raznovrstna skupnost.
Plinij Starejši v svoji enciklopediji Naturalis Historiæ  izraz Iliri dosledno uporablja samo za Prave Ilire, ki so bili ena od skupnosti v rimski južni Dalmaciji. Obširnejša raba imena Iliri je razvidna iz odlomka v Apijanovi Illyriki, ki pravi, da so Iliri živeli "onstran Makedonije in Trakije od Haonije in Tesprotije do reke Donave".

## Zgodovina

### Helenistično obdobje
Iliri so se v grškem zgodovinopisju prvič pojavili v 4. stoletju pr. n. št. Na osrednjem Balkanu  so ustanovili  več kraljestev. Prvi poznani ilirski kralj je bil Bardilis. Kraljestva so se pogosto vojskovala z antično Makedonijo, poznani pa so bili tudi ilirski pirati, ki so ogrožali trgovanje v južnem Jadranu.
Grki so imeli močan vpliv na ilirske Daorse, ki so bili naseljeni v delti reke Neretve. Njihovo središče je bil Daorson v sedanjih Oršanićih  pri Stolcu v Hercegovini, ki je postal glavno središče klasične ilirske kulture. Mesto je bilo v 4. st. pr. n. št. obdano s pet metrov visokim obzidjem, zgrajenim iz velikih trapezastih kamnitih blokov, podobno tistemu v Mikenah. Daorsi so kovali svoje bakrene novce in izdelovali bakrene skulpture. Iliri z dalmatinske obale so pod vodstvom Ardijejcev osvojili grške kolonije na jadranskih otokih, njihova slavna kraljica Tevta in njeni nasledniki pa so se vojskovali z Rimljani.
V ilirskih vojnah so Rimljani opustošili ilirska naselja in zatrli piratstvo, zaradi katerega je trpelo italijansko trgovanje na južnem Jadranu.. Prvo vojno so sprožili leta 229 pr. n. št. proti kraljici Tevti, drugo leta 219 pr. n. št.  proti Demetriju Hvarskemu in tretjo leta 168 pr. n. št. proti kralju Genciju. V prvi ilirski vojni je rimsko ladjevje prvič v zgodovini prečilo Jadransko morje.
Rimska republika je v 2. st. pr. n. št. popolnoma podjarmila Ilire in leta 167. pr. n. št. ustanovila svojo provinco Ilirik. Po Avgustovi zadušitvi velike  ilirske vstaje so Rimljani Ilirik razdelili  na provinci Panonijo na severu in Dalmacijo na jugu.

### Rimska in bizantinska vladavina
Rimska provinca Ilirik je zajela večino ilirskega ozemlja. Raztezala se je od reke Drilon v sedanji Albaniji na jugu do Istre na zahodu, reke Save na severu in Jadranskega morja na jugu. Glavno mesto province je bila Salona pri današnjem Splitu. Večina ilirskih ozemelj je v naslednjih stoletjih ostal del Ilirika oziroma Panonije in Dalmacije, razen  skrajnega južnega dela, ki je postal provinca Epirus Nova.
Bizantinci so na ozemlju ilirskih provinc ustanovili prefekturo Ilirik, katero so v 6. stoletju preplavili Slovani in na njenem ozemlju v 7. stoletju ustanovili svoje prve države: Prvo bolgarsko cesarstvo, srednjeveško Srbijo, vojvodino Hrvaško in zgodnje Bosansko kraljestvo.

## Iliri v grško-rimski etnografiji
Grki in Rimljani so Ilire opisovali kot krvoločno, nepredvidljivo, vzkipljivo in bojevito ljudstvo. Nanje in na vse druge severne barbare so gledali kot na divjake z roba nijhovega civiliziranega sveta. Takšno gledanje bi lahko bilo posledica strahu pred njimi in njihovo vztrajnostjo v boju proti njim. Polibij (3. stoletje pr. n. št.) piše,  da so "Rimljani osvobodili Grke od sovražnikov vsega človeštva".
Rimljani opisujejo Ilire kot visoke in močno grajene ljudi. Herodijan (okoli 170-240) piše, da so "Panonci visoki in močni in vedno pripravljeni na boj in soočanje z nevarnostjo, toda tooglavi". Njegovo mnenje je seveda lahko še eden od stereotipov, ki so jih Rimljani uporabljali za prikaz barbarov. Rimski zgodovinar Livij (59 pr. n. št.-17 n. št.) o njih piše:

"... na obali Italije je pomanjkanje pristanišč, na drugi strani (Jadrana) pa so divjaški Iliri, Liburni in Histri, ki se na splošno ukvarjajo s piratstvom in prihajajo vse do obal Venetov."

## Religija
Iliri so prakticirali mnogoboštvo. Na severu je prevladoval kult Sonca, v srednji Dalmaciji kult Meseca, na jugu pa kult kače. Imeli so mnogo bogov, od katerih so bili mnogi samo lokalni. Histri so imeli bogove Eja, Melesoka, Borija in Irija, Liburni Anzotiko, ki je istovetna z rimsko boginjo Venero, in Ico, ki ima svoj kip v Plominu. Poleg njih so imeli še Jutosika, Latra in Sentona. Glavni bog Japodov je bil Bindus, zaščitnik izvirov in voda, ki je povezan z rimskim Neptunom. Armat je bil lokalni bog vojne v Dalmaciji, Termin zaščitnik medu, Taden pa je bil istoveten z Apolonom. Mesto Rizon je imelo svojega zaščitnika Medavra, ki je bil verjetno bog zdravilstva. Upodabljali so ga kot jezdeca s kopjem v roki. Na jugu ilirskega področja so častili božanski kačji par Drakona in Draceno. Silvana so imeli za boga pašnikov, pastirjev in čred, medtem ko je bila Diana boginja lova in divjadi. Silvan se je na reliefih pogosto upodabljal kot božanstvo, ki igra na piščal, okoli njega pa v kolu plešejo običajno štiri nimfe. Število nimf je na različnih reliefih različno. Nimfe so prikazane kot pomanjlkjivo oblečena mlada dekleta. V ilirski mitologiji so se nimfe ljudem prikazovale po planinah in ob potokih, živele pa so globoko v gozdovih.
Iliri so okoli vratu nosili amulete, da bi jih varovali pred grdimi pogledi.
V ilirskem obredju je pomembno vlogo igralo tudi žrtvovanje ljudi. Arijan omenja poglavarja Klejta, ki je pred bitko z Aleksandrom Velikim žtrvoval tri fante, tri dekleta in tri ovne.

## Pogrebni običaji
Iliri so svoje pokojne najpogosteje pokopavali v gomilah iz zemlje in kamenja skupaj z grobnimi pridatki, na primer orožjem, okrasjem, oblačili in lončevino, ki so bili pokojnemu potrebni v posmrtnem življenju. Višina gomile je bila povezana s statusom pokojnega. Uporabljali so tudi žarne pokope. Med pogrebom so plesali pogrebna plese. Nekateri Iliri so pokojne pokopavali pod svojimi hišami, Liburni tudi v skrčenem položaju.

## Ilirski jezik
Iliri so doživeli različne stopnje keltizacije, helenizacije, romanizacije, in kasneje slovanizacije.
O ilirščini je zaradi popolne odsotnosti pisnih dokumentov znano samo to, da je spadala med indoevropske jezike. Brez odgovora je celo vprašanje, ali je bila kentumski ali satemski jezik, vsekakor pa ni bila enoten jezik. Velika večina našega znanja o ilirščini temelji na mesapščini, za katero se zaradi razdrobljenih virov ne da zanesljivo trditi, da je spadala med ilirska narečja. Med poznavalci kljub temu prevladuje mnjenje, da je bila mesapščina v nekaterih pogledih sorodna z ilirščino.
Domneva, da so bili ilirski jeziki sorodni z venetščino, je opuščena. Nekateri strokovnjaki so ilirske jezike povezovali tudi s sosednjimi tračanskimi jeziki, vedar tudi ta domneva ni dobila splošne podpore.
Vsi omenjeni jeziki so zelo verjetno izumrli v 5. stoletju n. št., čeprav se na albanščino še vedno gleda kot na potomko ilirskih narečij, ki so se v srednjem veku ohranila  v odmaknjenih goratih področjih Balkana. Narečja, iz katerih se je razvila albanščina, bi lahko preživela ponekod ob meji med  latinskim  in grškim in jezikovnim vplivom, se pravi na meji med Rimskim in Bizantinskim cesarstvom (Jirečkova črta). Alternativna hipoteza, ki jo zagovarjajo nekateri novejši jezikoslovci, trdi, da so Albanci potomci Dačanov ali Tračanov.

## Arheološka nahajališča
Na zahodnem Balkanu je zelo malo ostankov iz bronaste dobe, povezanih z Iliri. Slabo poznana so tudi njihova naselja. Izjema je naselje Pod pri Bugojnu v zgornji dolini Vrbasa in nekaj hribnih naselij v zahodni Srbiji. Najpomembnejša  arheološka gradiva prihajajo s pokopališč, ki so bila običajno sestavljena iz majhne skupine gomil (tumulov). Na pokopališčih v Belotiću in Beli Crkvi v severo-zahodni Srbiji so potekali obredi pokopavanja in kremiranja, kar dokazujejo majhne kamnite grobnice in žare. V grobovih so poleg kamnitih tudi kovinski pridatki. Večina ostankov je iz razvite srednje bronaste dobe.
Človeški ostanki kažejo, da so bili moški v povprečju visoki največ 165 cm, ženske pa 153 cm.
Iliri kot etnična skupina s prepoznavno izoblikovano kulturo in umetnostjo so se pojavili na začetku bronaste dobe v 7. stoletju pr. n. št.. Različna ilirska plemena so pod vplivom halštatske kulture s severa organizirala svoja regionalna središča.  V življenju Ilirov je pomembno vlogo igral kult mrtvih, kar je razvidno iz skrbno urejenih grobišč in bogastva grobnih pridatkov. V severnih delih Balkana so pokojne kremirali in pokopavali v plitva grobove, medtem ko so v njegovih južnih delih pokojne pokopavali v velike kamnite ali zemljene gomile. V Hercegovini so nekatere gomile dosegle izredne velikosti. Dolge so bile tudi več kot 50 m in visoke 5 m.  Med japodskimi plemeni od Istre na Hrvaškem do Bihaća v Bosni je bil priljubljen nakit, na primer zelo velike  ogrlice iz rumene, modre ali bele steklovine, velike bronaste zaponke (fibule), spiralne zapestnice, diademi in bronaste čelade. Zanje so značilne tudi majhne skulpture iz žada, podobne arhaičnim jonskim plastikam.  Ohranile so se številne veličastne skulpture in  obzidje citadele Nezakcija blizu Pulja, enega od številnih istrskih naselij iz železne dobe.  Ilirski poglavarji so okoli vratu nosili bronaste obroče, podobno kot Kelti. Iliri so bili pod keltskim vplivom tudi v mnogih kulturnih in materialnih pogledih. Nekatere plemena so se povsem keltizirala, predvsem v Dalmaciji in Panoniji.
Ilirom se pripisuje tudi situla z Vač, ki so jo odkrili leta 1882.

## Zapuščina

### Srednji vek
Iliri so bili zadnjikrat omenjeni v 7. stoletju v  Miracula Sancti Demetrii. Po razpadu Rimskega cesarstva so Balkan preplavila gotska in hunska plemena, pred katerimi so se Iliri umaknili v bolj odročne hribovite kraje. Po prihodu Slovanov v 6 stoletju se je večina ilirskih plemen slovanizirala. Nekaj romaniziranih Ilirov na jadranski obali je uspelo ohraniti svojo mešano kulturo. Mnogi so pobegnili v gore in se preživljali z ovčarstvom in še naprej govorili svoj romanski jezik. Imenovali so jih Morlahi ali Črni Vlahi. Drugi so se zatekli v utrjena mesta ob obali, kjer so za več stoletij obdržali svojo rimsko kulturo, dokler jih niso asimilirali Slovani.
Prva zgodovinska omemba Albancev je v poročilu bizantinskega cesarja Alekseja I. Komnena o njihovem odporu proti Normanom iz južne Italije, ki so na vzpodbudo Vatikana leta 1081 napadli z Albanci naseljeno ozemlje na južnem Jadranu. Najstarejša omemba albanskega jezika (Lingua Albanesca) je v dubrovniškem dokumentu iz leta 1285. Najstarejši dokument, napisan v albanščini, je iz 15. stoletja. Poreklo Albancev še vedno ni dokončno pojasnjeno, njihova povezava z Iliri pa je zelo verjetna.

### Kasnejša raba imena
V poznem srednjem veku in renesansi se je ime Ilir uporabljal za Hrvate na ozemlju Hrvaške, Bosne in Hercegovine, Italije, Avstrije, Ogrske, Srbije in drugod. Na ozemlju Beneške Albanije, ki je obsegalo beneške posesti v Boki Kotorski in njeni okolici in jadransko obalo do Ulcinja, se je isto ime uporabljalo za Albance.
Izrazi "ilirski" se je v poznosrednjeveških spisih, na primer v Mazarijevem Potovanju v Had, ki je bilo napisano med januarjem 1414 in oktobrom 1415, uporabljal  za Albance (Arvanite).
Ime Iliri je ponovno oživelo v Habsburški monarhiji za Južne Slovane.

### Ilirsko gibanje in albanski nacionalizem
Ko je Napoleon na začetku 19. stoletja osvojil del južnoslovanskih ozemelj, je na osvojenih ozemljih 14. oktobra 1809 ustanovil Ilirske province, ki so obsegale zahodni del Koroške, Kranjsko, Hrvaško in Vojno krajino jugozahodno od Save, Goriško, Trst in Istro.
V prvi polovici 19. stoletja je kot prilagoditev teorije Jana Kollarja o slovanski vzajemnosti (panslavizmu) nastalo južnoslovansko književno-kulturno  ilirsko gibanje. Ilirsko ime so v 30. letih 19. stoletja pod vplivom romantičnega nacionalizma uporabili hrvaški narodnjaki, ki so želeli dobiti nevtralno poimenovanje za vse Hrvate in Južne Slovane.  Ime so prevzeli iz tradicije humanističnega zgodovinopisja, ki je zagovarjalo tezo o slovanski avtohtonosti na Balkanu in je Južne Slovane enačilo s potomci antičnih Ilirov. Habsburška država je po neuspeli revoluciji leta 1848 gibanje zatrla.
Možna kontinuiteta med antičnim ilirskim prebivalstvom zahodnega Balkana in Albanci je od 19. stoletja do danes igrala pomembno vlogo tudi v albanskem nacionalizmu. Značilen je primer Ibrahima Rugove, prvega predsednika Kosova pod upravo Organizacije združenih narodov, ki je 29. oktobra 2000 uvedel dardansko zastavo. Ozemlje tračansko-ilirske pokrajine Dardanije se je namreč v grobem ujemalo z ozemljem današnjega Kosova.